# Surcoufia paradoxa
Surcoufia paradoxa är en tvåvingeart som beskrevs av Krober 1922. Surcoufia paradoxa ingår i släktet Surcoufia och familjen bromsar. Inga underarter finns listade i Catalogue of Life.